# Augusta Bjurström
Augusta Wilhelmina Bjurström, född 12 september 1788, död 7 november 1852 i Jakobs församling i Stockholm, var en svensk skolledare. Hon grundade den populära Bjurströmska pensionen i Stockholm, som under sin samtid beskrevs som mest framstående flickpensionen i staden. 
Augusta Bjurström var dotter till Elisabeth Bjurström, syster till Sophie och Petter Hagman, och systerdotter till Sophie Hagman. Fadern ska ha varit underofficer. Sedan hennes far avlidit bodde hon från år 1800 med sin mor och syskon hos sin moster Sophie Hagman vid Regeringsgatan i Stockholm.
År 1826 var hon och hennes syskon delaktiga i arvet av sin moster Sophie Hagmans förmögenhet.  Hon grundade Bjurströmska pensionen eller Bjurströmska flickpensionen, som låg vid Regeringsgatan i Stockholm och som fick sitt namn efter henne. Det sägs om den att den "på 1830-talet räknades till huvudstadens förnämsta läroanstalter för kvinnlig undervisning", uppfattades som den främsta flickpensionen i Stockholm och främst tog emot elever ur förmögna kretsar. Den var den huvudsakliga konkurrenten till Wallinska skolan, som grundades 1831.
Bjurströmska pensionen var en utpräglad flickpension. Olof Fryxell var en tid verksam som lärare vid pensionen, men avskedades efter en konflikt med elevernas föräldrar sedan han hade undervisat i mänsklig fysik och skridskoåkning, något som på den tiden ansågs olämpligt för flickor och möttes med protester. Även Sophia Posse och Karin Åhlin ska ha varit verksamma vid skolan under hennes tid. Hennes skola övertogs senare av Sophie Kock.